# پلیمریزاسیون پلاسما
پلیمریزاسیون پلاسما (یا پلیمریزاسیون تخلیه تابشی) از منابع پلاسما استفاده می‌کند تا یک تخلیه گازی ایجاد کند که انرژی مورد نیاز برای تکه‌تکه کردن مونومر گازی یا مایع که اغلب حاوی یک گروه عاملی وینیل است، فراهم می‌کند. این فرایند باعث آغاز پلیمریزاسیون می‌شود. پلیمرهایی که از این روش به وجود می‌آیند عموماً دارای انشعاب زیاد و دارای اتصال‌های عرضی زیاد هستند و به خوبی به سطوح جامد می‌چسبند. بزرگترین مزیت این فرایند این است که پلیمرها را می‌توان به‌طور مستقیم به سطح مورد نظر متصل کرد، در حالی که شاخه‌ها در حال رشد هستند، که مراحل لازم برای سایر فرآیندهای پوشش دهی مانند پیوند را کاهش می‌دهد. این روش برای ایجاد پوشش‌های بدون سوراخ با ضخامت ۱۰۰ پیکومتر تا ۱ میکرومتر با پلیمرهای نامحلول روی حلال بسیار کاربردی است.

## معرفی
در اوایل دهه ۱۸۷۰، «پلیمرهای» تشکیل شده توسط این فرایند شناخته شده بودند، اما در ابتدا بدون توجه به خواص آنها به عنوان محصولات جانبی ناخواسته همراه با تخلیه الکتریکی در نظر گرفته می‌شدند. تا دهه ۱۹۶۰ که خواص این پلیمرها مفید یافته شد. مشخص شد که می‌توان پوشش‌های پلیمری نازک بی عیب را روی فلزات تشکیل داد، اگرچه برای لایه‌های بسیار نازک (<10nm) اخیراً نشان داده شده‌است که یک ساده‌سازی بیش از حد است. با انتخاب نوع مونومر و چگالی انرژی به ازای مونومر، که به عنوان پارامتر Yasuda معروف است، می‌توان ترکیب شیمیایی و ساختار لایه نازک حاصل را در دامنه وسیعی تغییر داد. این لایه‌ها معمولاً بی اثر، چسبنده و دارای ثابت دی الکتریک پایین هستند. برخی از مونومرهای رایج پلیمریزه شده با این روش عبارتند از استایرن، اتیلن، متاکریلات و پیریدین. دهه ۱۹۷۰ پیشرفت‌های زیادی در پلیمریزاسیون پلاسما به همراه داشت، از جمله پلیمریزاسیون انواع مختلف مونومرها. با این حال تا همین اواخر مکانیسم‌های رسوب تا حد زیادی نادیده گرفته می‌شدند. از آنجایی که در این زمان بیشترین توجه به پلیمریزاسیون پلاسما در زمینه "پوشش دهی"‌ها بوده‌است، اما از آنجایی که کنترل ساختار پلیمری دشوار است، کاربردهای محدودی دارد.

## مکانیزم عملیات اولیه

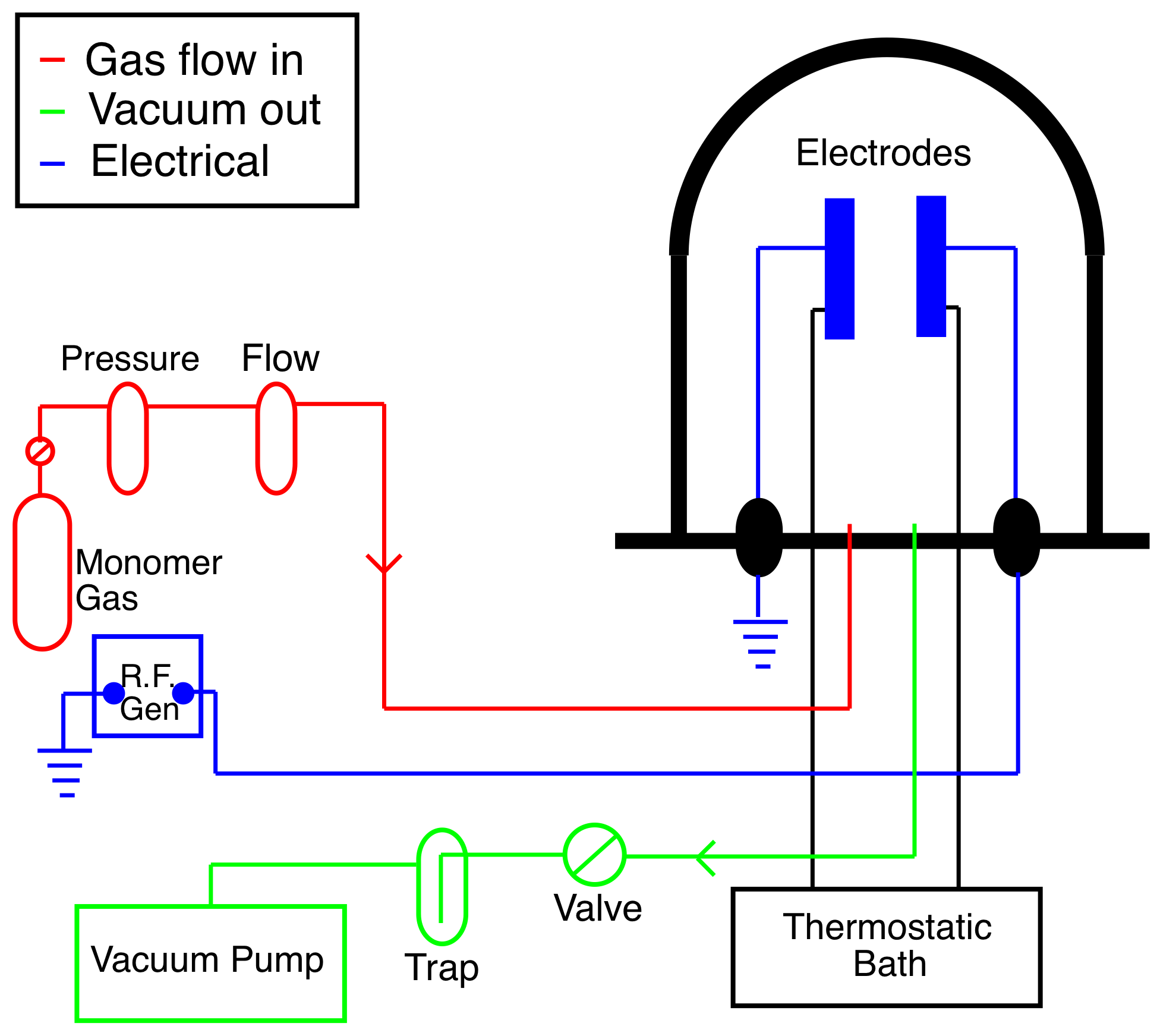
شکل ۱. تصویر شماتیک اولیه از الکترود داخلی دستگاه پلیمریزاسیون تخلیه درخشان پایه

### تخلیه تابشی
پلاسما مخلوطی از الکترون‌ها، یون‌ها، رادیکال‌ها، ذرات خنثی و فوتون‌ها است. برخی از آنها در تعادل ترمودینامیکی موضعی هستند، و برخی دیگر در تعادل نیستند. حتی برای گازهای ساده مانند آرگون، این مخلوط می‌تواند پیچیده باشد. برای پلاسماهای مونومرهای آلی، پیچیدگی می‌تواند به سرعت افزایش یابد زیرا بعضی از اجزای پلاسما به قطعات کوچکتر تبدیل می‌شوند و بعضی دیگر با هم تعامل می‌کنند و گونه‌های بزرگتری را ایجاد می‌کنند. تخلیه تابشی فرآیندی در پلیمریزاسیون است که الکترون‌های آزادی را تشکیل می‌دهد که از میدان الکتریکی انرژی می‌گیرند و سپس از طریق برخورد با مولکول‌های خنثی در فاز گاز انرژی را از دست می‌دهند. این منجر به ایجاد تعداد زیادی از مواد با واکنش پذیری شیمیایی بالا می‌شود که سپس باعث واکنش پلیمریزاسیون پلاسما می‌شود. فرایند تخلیه الکتریکی برای پلیمریزاسیون پلاسما روش «پلاسمای دماپایین» است، زیرا دماهای بالاتر باعث تجزیه شیمیایی می‌شود. این پلاسماها توسط یک جریان مستقیم، جریان متناوب یا ژنراتور فرکانس رادیویی تشکیل می‌شوند.

### انواع رآکتورها
چند طرح برای دستگاه‌های مورد استفاده در پلیمریزاسیون پلاسما وجود دارد که یکی از آنها Bell (نوع استاتیک) است که در آن گاز مونومر در محفظه واکنش قرار می‌گیرد، اما در داخل محفظه جریان نمی‌یابد. وارد می‌شود و بدون اینکه بخشی حذف شود، پلیمریزه می‌شود. این نوع راکتور در شکل ۱ نشان داده شده‌است. این راکتور دارای الکترودهای داخلی است و پلیمریزاسیون معمولاً در طرف کاتد انجام می‌شود. همه تجهیزات دارای ترموستات (دماپای) برای تنظیم دما و محیط خلاء برای تنظیم فشار هستند.
عملیات: گاز مونومر در حالت گازی وارد راکتور نوع بل می‌شود و سپس توسط الکترودها به حالت پلاسما تبدیل می‌شود که ممکن است شامل رادیکال‌ها، آنیون‌ها و کاتیون‌ها باشد. سپس این مونومرها بر روی سطح کاتد یا برخی از سطوح دیگر، که توسط مکانیسم‌های مختلف بر روی دستگاه قرار گرفته و جزئیات آن در زیر بحث می‌شود، پلیمریزه می‌شوند. بعد از آن پلیمرهای رسوب‌شده در سطح پخش می‌شوند و شاخه‌های در حال رشد با ثبات ظاهراً یکسان را تشکیل می‌دهند.
یکی نوع رآکتور محبوب دیگر جریان در میان راکتور (راکتور جریان پیوسته) است که الکترودهای داخلی نیز دارد، اما این راکتور به گاز مونومر اجازه می‌دهد در محفظه واکنش جریان یابد، همان‌طور که از نامش پیداست. این روش باید پوشش یکنواخت تری برای لایه رسوب پلیمری ایجاد کند. از مزیت آن جریان یافتن مونومرهای بیشتری در راکتور است تا پلیمر بیشتری رسوب کند. از معایب آن می‌توان به تشکیل «دم شعله» نام برد، این اتفاق زمانی رخ می‌دهد که پلیمریزاسیون تا خط خلاء گسترش می‌یابد.
سومین نوع محبوب راکتورها، راکتور بدون الکترود است. در این روش از یک سیم پیچ RF پیچیده شده روی دستگاه شیشه ای استفاده می‌شود، که از یک ژنراتور فرکانس رادیویی برای تشکیل پلاسما در داخل محفظه بدون حضور الکترودهای مستقیم استفاده می‌کند (به پلاسمای جفت شده القایی مراجعه کنید). سپس پلیمر می‌تواند در حالی که از طریق سیم پیچ RF به انتهای خلاءِ دستگاه رانده می‌شود، رسوب کند. عدم تجمع رسوب پلیمر بر روی سطح الکترود مزیت این روش است، که هنگام پلیمریزاسیون روی سطوح دیگر مطلوب است.
نوع چهارم راکتور که محبوبیت آن در حال افزایش است، سیستم پلاسمای فشار اتمسفری است که برای ایجاد لایه‌های نازک رسوب پلیمری مفید است. این سیستم به سخت‌افزارهای ویژه شامل خلاء نیاز ندارد، که همین موضوع آن را برای استفاده صنعتی مطلوب می‌سازد. نشان داده شده‌است که پلیمرهای تشکیل شده در «فشار اتمسفری» می‌توانند با پلیمرهای سیستم‌های کم فشار، خواص مشابهی برای «پوشش دهی» ها داشته باشند.

### ویژگی‌های فرایند فیزیکی
تشکیل یک پلاسما برای پلیمریزاسیون به موارد زیادی از جمله موارد ذکر شده در ادامه بستگی دارد. یک الکترون با انرژی ۱–۱۰ الکترون ولت، و چگالی 109 تا 1012 الکترون در هر سانتیمتر مکعب، برای ایجاد حالت پلاسما مطلوب مورد نیاز است. تشکیل یک پلاسمای دماپایین اهمیت دارد. دمای الکترون با دمای گاز برابر نیست و دارای نسبت Te/Tg از ۱۰ تا ۱۰۰ است، که باعث می‌شود این فرایند بتواند در دمای نزدیک به دمای اتاق رخ دهد. این ویژگی سودمند است زیرا پلیمرها در دماهای بالا تجزیه می‌شوند، یعنی اگر از پلاسمای دمابالا استفاده شود، پلیمرها پس از تشکیل تجزیه می‌شوند یا هرگز تشکیل نمی‌شوند. این فرایند مستلزم پلاسمای غیر تعادل ترمودینامیکی است، بدین معنی که مونومرهای باردار انرژی جنبشی بیشتری نسبت به مونومرهای خنثی دارند، و باعث انتقال انرژی به یک بستر، به جای یک مونومر خنثی، می‌شوند.

### سینماتیک
میزان انرژی جنبشی این واکنش‌ها اکثراً به نوع گاز مونومر بستگی دارد که باید به حالت گازی یا بخار شده باشد. با این حال، پارامترهای دیگر نیز مهم هستند، مانند قدرت، فشار، نرخ جریان، فرکانس، فاصله الکترود و پیکربندی راکتور. نرخ جریان پایین معمولاً تنها به مقدار مواد واکنش پذیر موجود برای پلیمریزاسیون بستگی دارد، در حالی که نرخ جریان بالا به زمانی که در راکتور صرف شده‌است بستگی دارد؛ بنابراین حداکثر نرخ پلیمریزاسیون جایی در وسط است.
سریع‌ترین واکنش‌ها معمولاً به ترتیب مولکول‌ها با پیوند سه‌گانه > پیوند دوگانه > پیوند یگانه هستند، و همچنین مولکول‌های با جرم مولی پایین‌تر سریع‌تر از مولکول‌های با جرم مولی بالاتر هستند؛ بنابراین استیلن سریع تر از اتیلن و اتیلن سریع تر از پروپن است، و غیره. فاکتور جرم مولی در رسوب پلیمر به نرخ جریان مونومر وابسته است، مثلاً یک مونومر با جرم مولی بالا، نزدیک به 200 g/mol، معمولاً به نرخ جریانِ 15‎×۱۰۴ g/cm2 نیاز دارد در حالی که مونومر با جرم مولی کمتر، حدود 50 g/mol، فقط به نرخ جریان5‎×۱۰۴ g/cm2 نیاز دارد. بنابراین یک مونومر سنگین نیاز به جریان سریع‌تری دارد و به احتمال زیاد منجر به افزایش فشار و کاهش نرخ پلیمریزاسیون می‌شود.
افزایش فشار تمایل به کاهش نرخ پلیمریزاسیون دارد، که کاهش یکنواختی رسوب را دربردارد، زیرا یکنواختی رسوب توسط فشار ثابت کنترل می‌شود. این دلیلی است که پلاسما فشاربالا یا پلاسمای فشار اتمسفری معمولاً به اندازه سیستم‌های فشارپایین استفاده نمی‌شود. در فشار بیشتر از ۱ تور، الیگومرها بر روی سطح الکترود تشکیل می‌شوند و مونومرها نیز می‌توانند آن‌ها را روی سطح حل کنند تا درجه پلیمریزاسیون کم شود و یک سطح روغن تشکیل شود. در فشار کم، سطوح واکنش پذیر مونومر کمتری دارند و پلیمرهای با جرم مولی بالا رشد می‌کنند.
نرخ پلیمریزاسیون به توان ورودی بستگی دارد، تا زمانی که توان به اشباع برسد که در این حالت نرخ مستقل از قدرت است. فاصله باریک‌تر بین الکترود نیز تمایل به افزایش نرخ پلیمریزاسیون دارد، زیرا چگالی الکترون بر واحد سطح افزایش یافته‌است. نرخ پلیمریزاسیون همچنین به نوع دستگاه مورد استفاده برای فرایند نیز بستگی دارد. به‌طور کلی افزایش فرکانس متناوبِ «تخلیه تابشی» تا حدود ۵ کیلو هرتز، با توجه به تشکیل رادیکال‌های آزاد بیشتر، نرخ را افزایش می‌دهد. پس از این فرکانس اثرات اینرسی حاصل از برخورد مونومرها مانع پلیمریزاسیون می‌شود. این اولین شرایط پایا برای فرکانس‌های پلیمریزاسیون است. دومین ماکسیمم فرکانس در ۶ مگاهرتز رخ می‌دهد، جایی که واکنش‌های جانبی دوباره غلبه می‌یابند و واکنش از طریق انتشار رادیکال‌های آزاد از پلاسما به الکترود انجام می‌شود، که این مرحله دومین شرایط پایا ایجاد می‌شود. این پارامترها برای هر نوع مونومر اندکی متفاوت اند و باید در موقعیت شان بهینه‌سازی شوند.

## مونومرها و پلیمیرهای متدوال
| نام                  | ساختار |
| -------------------- | ------ |
| تیوفن                |        |
| ۷٬۱-اکتادین          |        |
| پیریدین              |        |
| اکریلونیتریل         |        |
| فوران                |        |
| استایرن              |        |
| استیلن               |        |
| ۲-متیلوکسازولین      |        |
| تترامتیل دی سیلوکسان |        |

### مونومرها
همان‌طور که در جدول مونومرها مشاهده می‌شود، بسیاری از مونومرهای ساده به راحتی با این روش پلیمریزه می‌شوند، اما بیشتر آنها باید به شکل گونه‌های کوچکتر قابل یونش باشند تا بتوانند به حالت پلاسما تبدیل شوند. اگرچه مونومرهای با پیوندهای متعدد به راحتی پلیمریزه می‌شوند، اما وجود آن لزومتی ندارد، چرا که مواردی مانند اتان، سیلیکون‌ها و بسیاری دیگر نیز پلیمریزه می‌شوند. شرط‌های دیگری نیز وجود دارد. یاسودا و همکاران ۲۸ مونومر را مورد مطالعه قرار و دریافتند که مونومرهای حاوی گروه‌های آروماتیک، سیلیسیم، گروه آلکن یا نیتروژن (NH, NH2، CN) به آسانی پلیمریزه شدند، در حالی که مونومرهای دارای اکسیژن، هالیدها، هیدروکربن‌های آلیفاتیک (هیدروکربن غیر آروماتیک) و سیکلوآلکان‌ها (هیدروکربن‌های حلقوی) راحت تر تجزیه شده‌اند. ترکیبات ذکر شده در نوع دوم فرسایش یا واکنش‌های جانبی بیشتری دارند که از تشکیل پلیمر پایدار جلوگیری می‌کند. همچنین می‌توان N2 ،H2O و CO را به کوپلیمرهای (پلیمرها ساخته شده از دو یا چند نوع مونومر) استایرن اضافه کرد.
پلیمرهای پلاسما را از آنجایی که روی یک بستر رشد می‌کنند می‌توان نوعی پلیمر پیوندی در نظر گرفت. این پلیمرها به تشکیل رسوب سطحی تقریباً یکنواخت شناخته شده‌اند که یکی از ویژگی‌های مطلوب آنهاست. پلیمرهای تشکیل شده از این فرایند به دلیل وجود گونه‌های منتشر شونده متعدد در پلاسما، اغلب اتصال عرضی ایجاد می‌کنند و شاخه‌ها را تشکیل می‌دهند. این اغلب منجر به پلیمرهای بسیار نامحلول می‌شود که به این فرایند مزیت می‌بخشد، زیرا پلیمرهای پرشاخه می‌توانند مستقیماً و بدون انحلال، رسوب کنند.

### پلیمرها
پلیمرهای متداول عبارتند از: پلی تیوفن، پلی هگزافلورو پروپیلن، پلی تترامتیل تین، پلی هگزامتیل دیسیلوکسان، پلی تترامتیل دیزلوکسان، پلی پیریدین، پلی فورن، و پلی-۲-متیل اوکسازولین.
موارد زیر به ترتیب کاهش نرخ پلیمریزاسیون ذکر شده‌اند: پلی استایرن، پلی متیل استایرن، پلی سیکلوپنتادین، پلی آکریلات، پلی اتیل آکریلات، پلی متیل متاکریلات، پلی وینیل استات، پلی ایزوپرن، پلی ایزوبوتن و پلی اتیلن.
تقریباً تمام پلیمرهای ایجاد شده با این روش، ظاهری عالی دارند، شفاف هستند و به‌طور قابل توجهی دارای اتصال عرضی هستند. با روش‌های پلیمریزاسیون پلاسما به دلیل گونه‌های منتشر شونده نمی‌توان به آسانی پلیمرهای خطی را تولید کرد. بسیاری از بسیاری پلیمرهای دیگر را می‌توان با این روش تشکیل داد.